# Zhou Shiyu
Zhou Shiyu (21 gennaio 2002) è una saltatrice con gli sci cinese.

## Biografia
Attiva dal febbraio del 2023, Zhou Shiyu ha esordito in Coppa del Mondo il 24 novembre 2024 a Lillehammer (35ª) e ai Campionati mondiali a Trondheim 2025, dove si è classificata 8ª nella gara a squadre; non ha preso parte a rassegne olimpiche.

## Palmarès

### Coppa del Mondo
- Miglior piazzamento in classifica generale: 57ª nel 2025